# Dywidag
Dywidag (Dyckerhoff & Widmann AG) war ein großer deutscher Baukonzern, der 1865 als Cementwarenfabrik Lang & Cie. in Karlsruhe gegründet wurde. 1869 erfolgte die Umbenennung in Dyckerhoff & Widmann. Das Unternehmen unterhielt regionale Niederlassungen und Werke in allen Teilen Deutschlands sowie Tochtergesellschaften weltweit. Es gehörte mit zahlreichen Entwicklungen und Patenten zu den Pionieren des Bauens mit Stampfbeton, Stahlbeton und Spannbeton. Wenige Jahre nach der Verschmelzung mit der angeschlagenen Walter Bau AG zur Walter Bau AG vereinigt mit Dywidag ging der neue Konzern 2005 in Insolvenz. Danach ging der Bereich Dywidag weitgehend im  Strabag-Konzern auf. Die österreichische Dywidag wurde von den damaligen Eigentümern der Bauunternehmung Hinteregger erworben und als Dyckerhoff & Widmann Gesellschaft m.b.H. fortgeführt, die DYWIDAG-Systems International (DSI) wurde an Investoren verkauft.

## Geschichte
Die Väter des Unternehmens, das 1865 als Cementwarenfabrik Lang & Cie. in Karlsruhe gegründet wurde, waren der Kaufmann Heinrich Lang, der Bauinspektor Franz Serger und der Zementindustrielle Wilhelm Gustav Dyckerhoff. Nach dem Eintritt von Dyckerhoffs Sohn Eugen Dyckerhoff und dessen Schwiegervater Gottlieb Widmann in das Unternehmen erfolgte 1869 eine Umbenennung in Dyckerhoff & Widmann KG. Im Jahr 1907 war die Umfirmierung in eine Aktiengesellschaft und die Verlegung des Firmensitzes nach Wiesbaden-Biebrich.
Eines der bekanntesten Projekte ist die von 1911 bis 1913 erbaute Jahrhunderthalle in Breslau, die seit 2006 zum Weltkulturerbe gehört. Franz Dischinger war von 1913 bis 1933 in dem Unternehmen tätig und entwickelte insbesondere die Schalenbauweise in Stahlbeton weiter.
Die Dyckerhoff & Widmann AG verlegte 1935 ihren Firmensitz nach Berlin und wurde 1937 wieder eine Kommanditgesellschaft. Eigentümer war Erich Lübbert. Während des Zweiten Weltkrieges mussten Häftlinge des KZ Auschwitz III Monowitz und des KZ-Außenlagers Kaufering V – Utting Zwangsarbeit für die Firma leisten. Nach 1945 wechselte das Unternehmen nach München und wurde 1970 wieder eine Aktiengesellschaft. Der seit 1923 bei Dyckerhoff & Widmann tätige Ulrich Finsterwalder beeinflusste nach 1945 als Chefkonstrukteur und Gesellschafter das Unternehmen maßgeblich, insbesondere im Spannbeton-Freivorbau.
Im Jahr 1972 fusionierte Dywidag mit der Siemens-Bauunion und machte sich einen Namen insbesondere als Generalunternehmer im schlüsselfertigen Ingenieurbau, Hochbau, Industriebau, Untertagebau sowie als Fertigteilhersteller. 1991 wurde das damals größte ostdeutsche Bauunternehmen, die Union-Bau (vormals VEB BMK Kohle und Energie), von der Treuhandanstalt übernommen.
Im Jahr 2001 wurde Dywidag mit der angeschlagenen Augsburger Walter Bau AG zur Walter Bau AG vereinigt mit Dywidag verschmolzen. Vier Jahre später beantragte das fusionierte Unternehmen Insolvenz. Deutsche Teile der Walter Bau AG vereinigt mit Dywidag wurden unter dem Namen Dywidag Bau GmbH von der Strabag übernommen. Die Dywidag-Niederlassung in Frankfurt wurde Ende 2006 geschlossen, Nürnberg und München arbeiteten als reines Ingenieurbauunternehmen zunächst weiter und gehören heute – wie auch die 2011 aufgelöste Auslandsgesellschaft Dywidag International – zum Strabag-Konzern.
Die Niederlassung Saar-Pfalz wurde 2007 in den Züblin-Konzern (ebenfalls Hauptgesellschafter Strabag) integriert und dann 2008 endgültig geschlossen. Die österreichische Dywidag wurde von den damaligen Eigentümern der Salzburger Bauunternehmung Hinteregger erworben und wird unter dem Namen Dyckerhoff & Widmann Gesellschaft m.b.H. als eigenständiges Unternehmen mit Sitz in Linz fortgeführt. Die im Spanntechnik-Bereich tätige DYWIDAG-Systems International (DSI) wurde im Juni 2011 an Investoren verkauft.

## Bauwerke (Auswahl)
- Mühl-Grabenbrücke in Seifersdorf, 1882
- Nonnenbrücke in Bamberg, 1904
- Brommybrücke in Berlin. 1909
- Amperbrücke in Fürstenfeldbruck, 1909
- Großkraftwerk Franken in Nürnberg, 1912
- Jahrhunderthalle in Breslau, 1913
- Hesslerhof in Mainz-Amöneburg, 1922–1923
- Linachtalsperre in Vöhrenbach, 1922–1926
- Großmarkthalle in Leipzig, 1929
- Auditorium Maximum der Universität Hamburg, 1959 (in ARGE)
- BMW Hochhaus in München, 1972 (in ARGE)
- Sachsenbrücke in Pirna, 1999

## Galerie

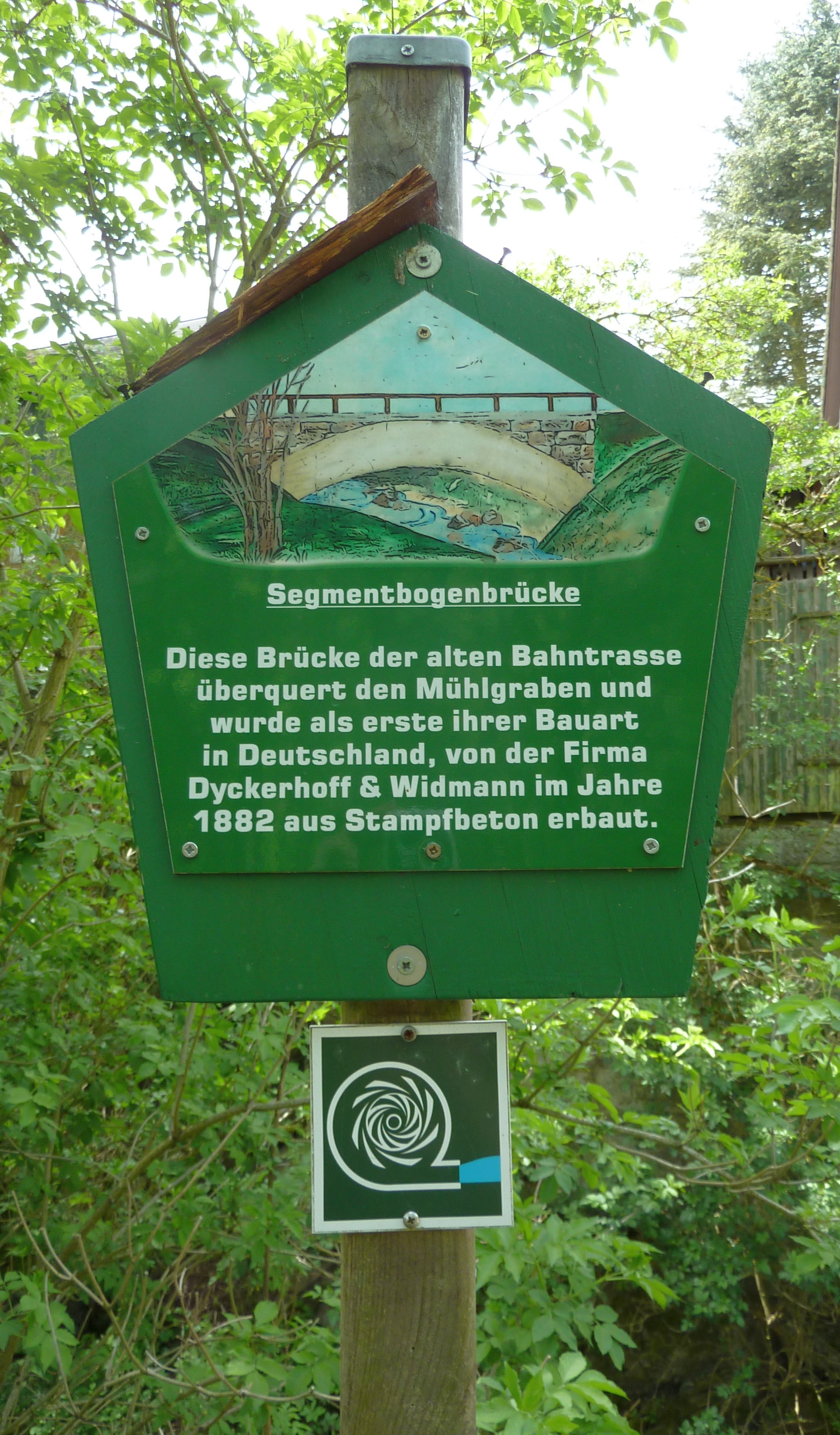
Hinweistafel auf die erste Segmentbrücke aus Stampfbeton von Dyckerhoff & Widmann (1882)
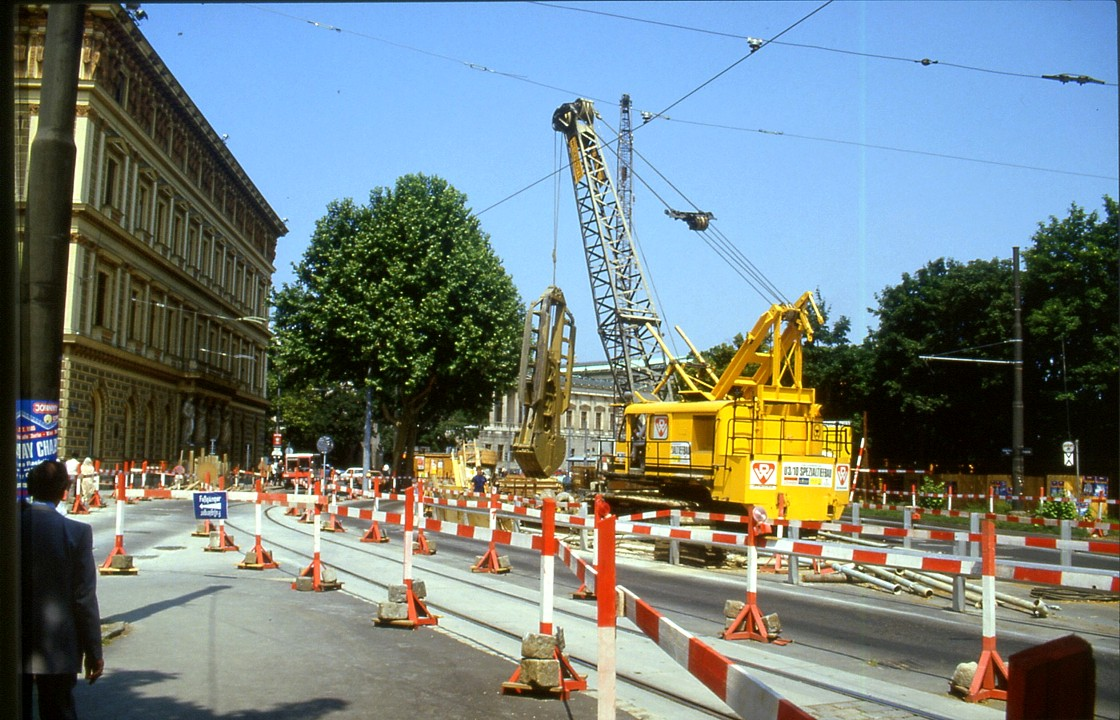
Seilbagger Dyckerhoff & Widmann in Wien 1985 beim Bau der U3
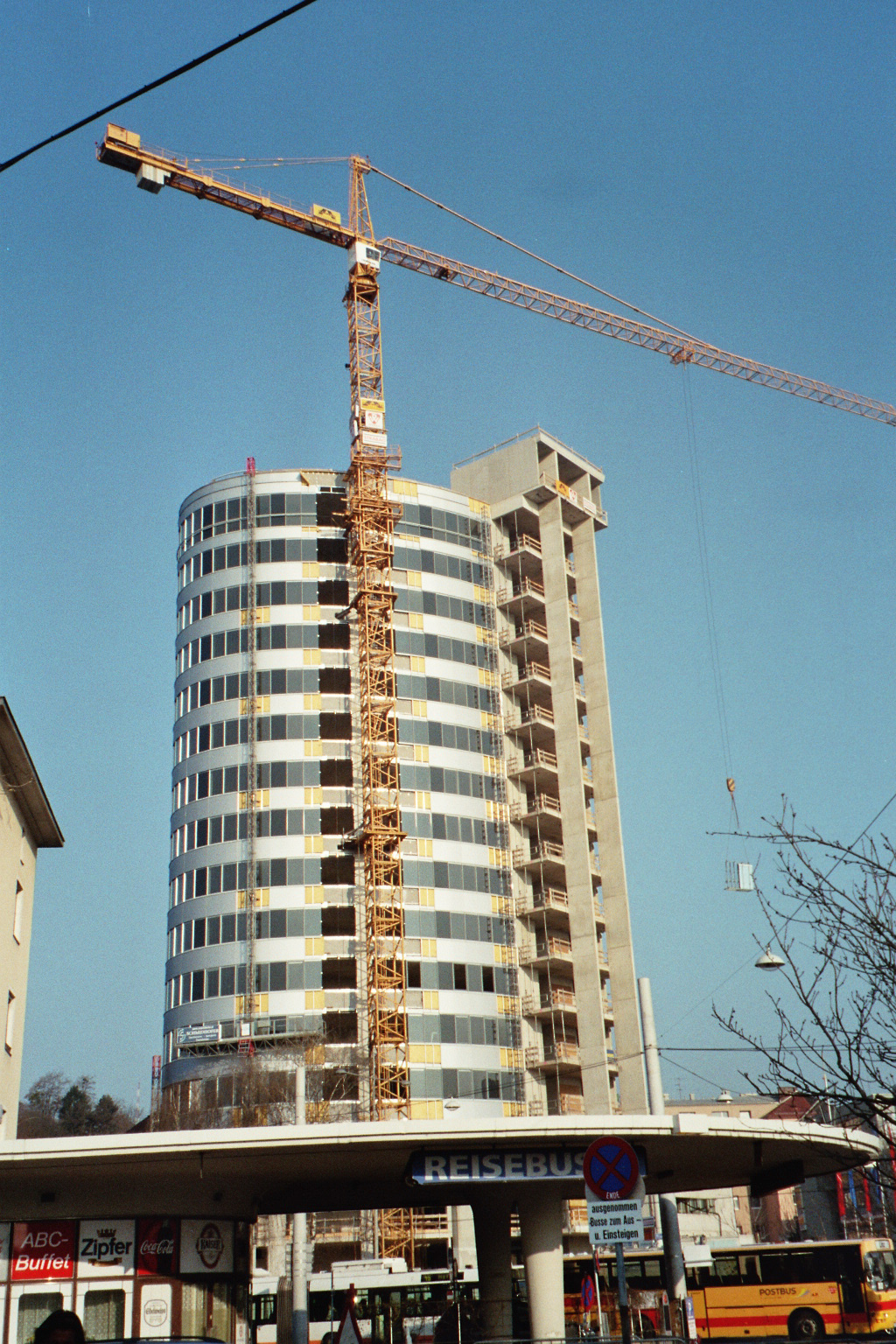
Wissensturm Linz 2006, ArGe Dywidag – Alpine-Mayreder – Strabag
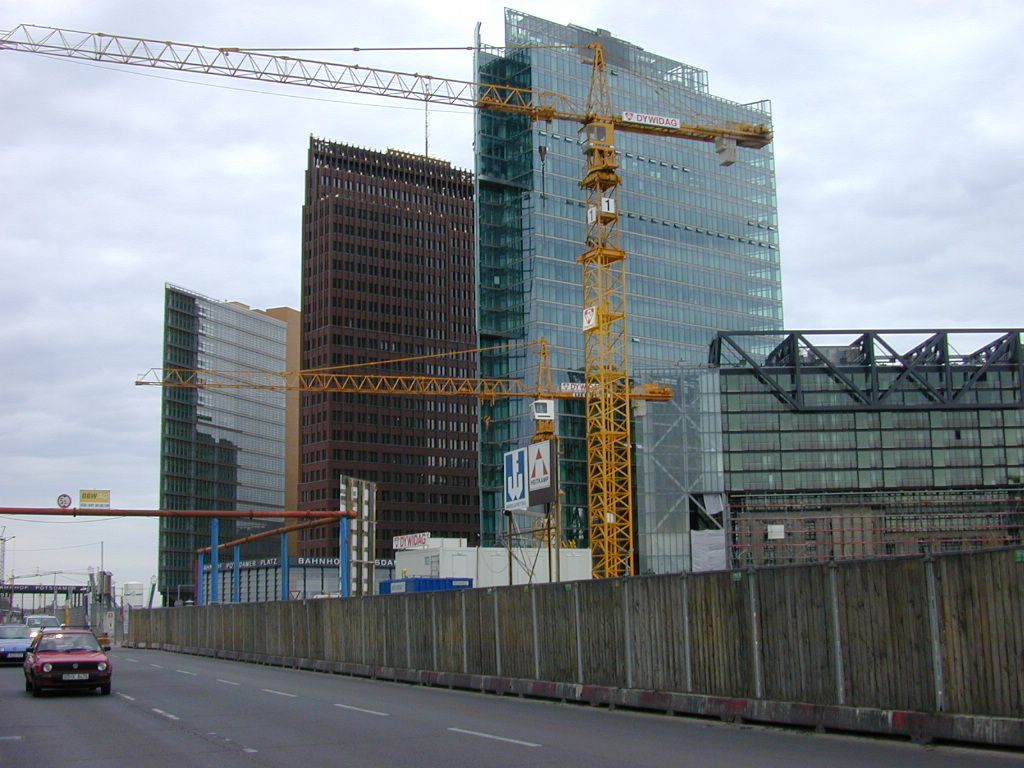
Dywidag-Baustelle am Potsdamer Platz in Berlin im Jahr 2000
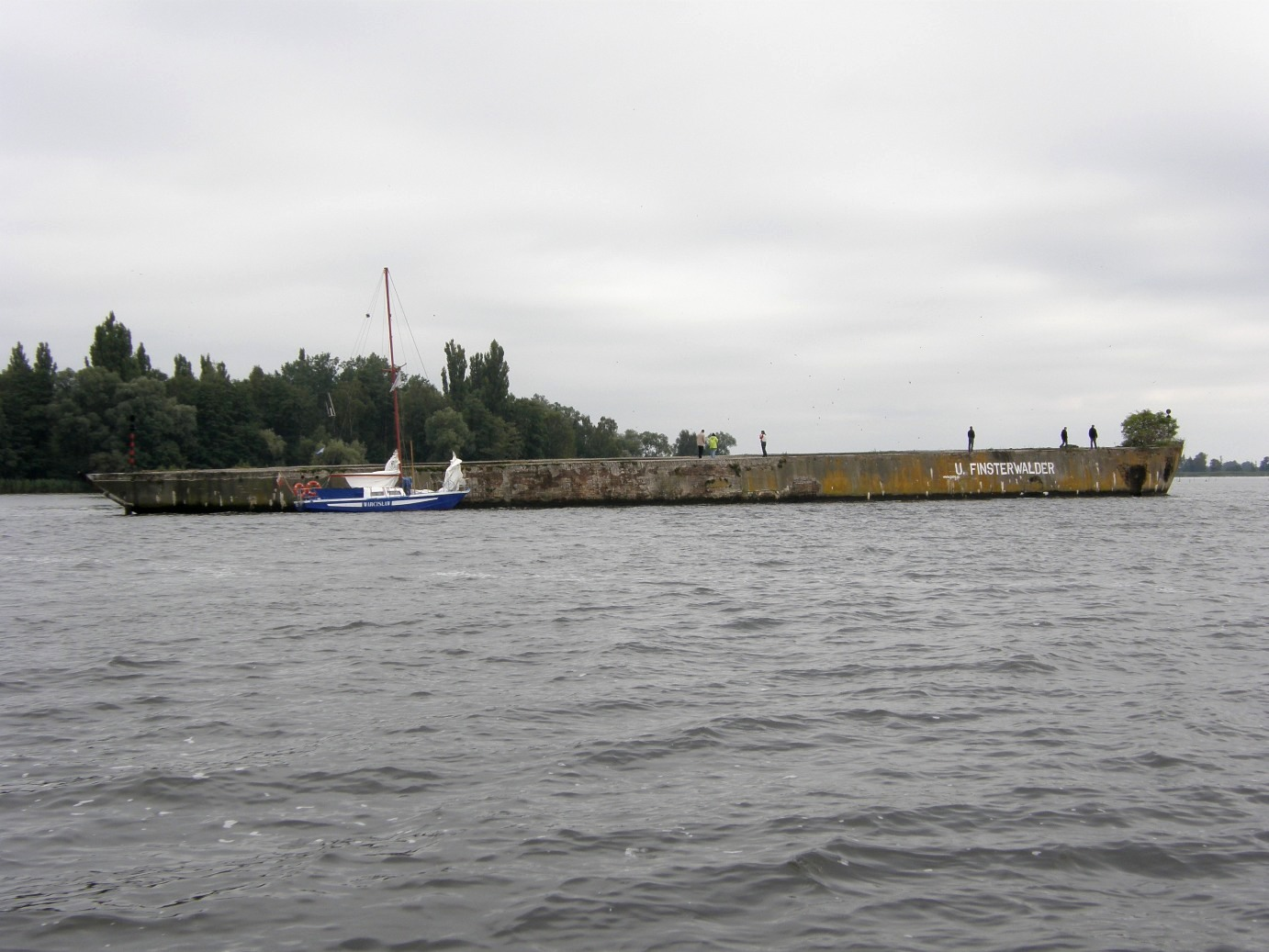
Wrack der Ulrich Finsterwalder (ehemaliger Betontanker der Hydrierwerke Pölitz AG) im Dammscher See
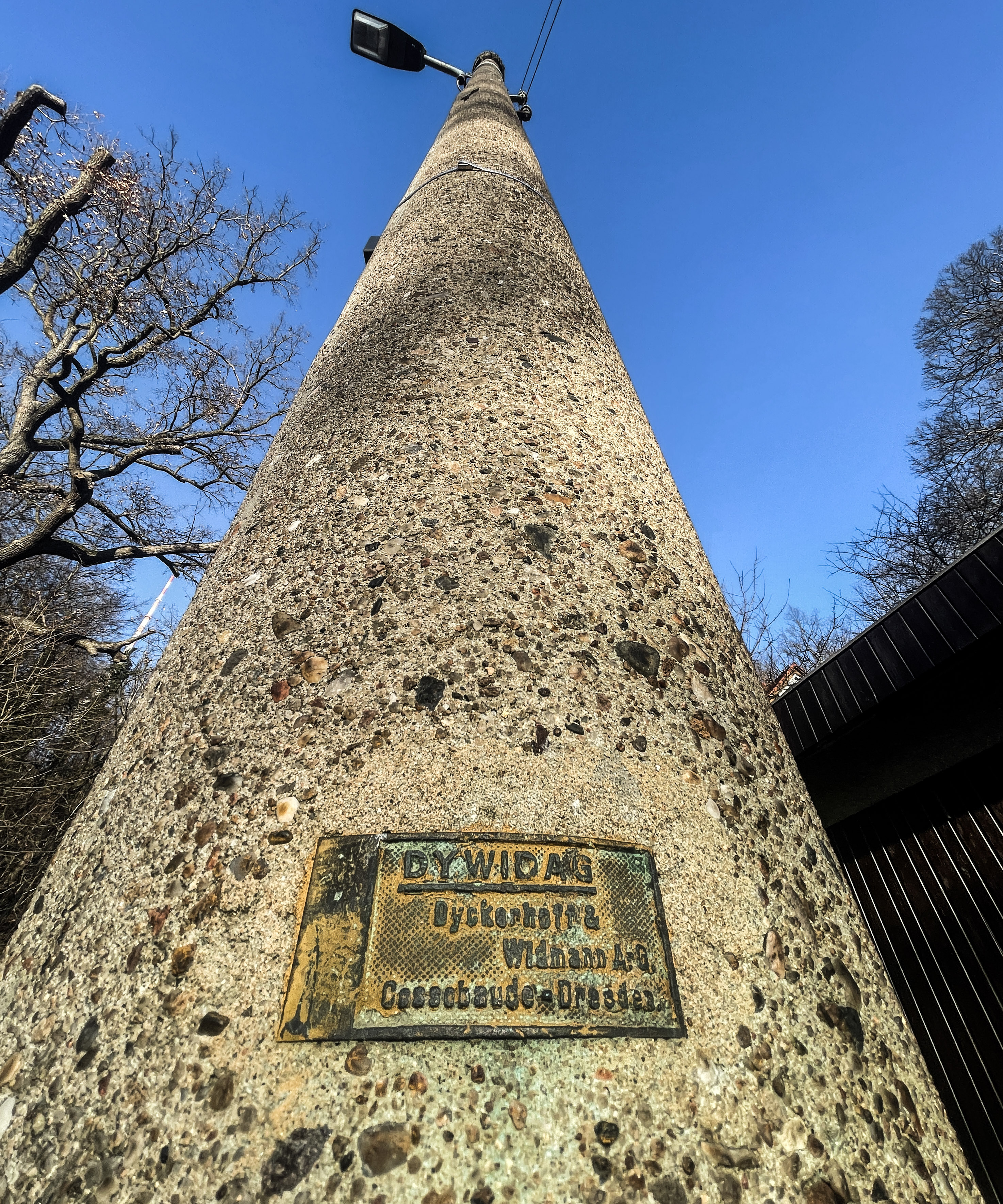
Beleuchtungsmast aus Dywidag-Produktion in Dresden auf der Wachwitzer Bergstraße (1. Dezember 2024)